# Бошко Обрадовић
Бошко Обрадовић (Вранићи, 23. август 1976) српски је политичар и публициста. Суоснивач је и бивши председник политичке странке Двери.

## Биографија
Рођен је 23. августа 1976. у Вранићима, у близини Чачка. Одрастао је у свом родном месту. Има брата Бранка Обрадовића. Гимназију је завршио у Чачку, а затим уписао србистику на Филолошком Факултету Универзитета у Београду, на коме је дипломирао 2002. са тезом Милош Црњански и нови национализам. Своју дипломску студију је публиковао 2005. и за њу добио награду за најбољу књигу на српском језику „Милош Црњански”, у периоду 2003—2005. Био је уредник часописа Двери српске у периоду 1999—2012.
Радио је шест година као библиотекар, а био је на месту шефа односа са јавношћу Градске библиотеке Чачка. Тренутно је један од уредника издавачке куће Catena Mundi, коју је основао заједно са Бранимиром Нешићем.
Године 2020. уписао је мастер академске студије политикологије (модул: избори и изборне кампање) на Факултету политичких наука, а годину дана касније је одбранио тезу Реформе изборног система Србије — Идеје, предлози, концепти.

### Двери српске
Заједно са још двоје студената Филолошког факултета Универзитета у Београду, основао је часопис Двери српске, 27. јануара 1999. Часопис је покренут као билтен студената србистике, да би се затим развио у један од најпопуларнијих националних часописа. Истовремено је редовно писао за љотићевски часопис Нова искра од 1998. до 2003, а чији сарадници су били Данило Тврдишић и Бранимир Нешић. Са њима је 2003. основао удружење грађана Српски сабор Двери. Био је покретач Српске мреже, Сабора српске омладине и Светосавске школе. Године 2015. оснива и региструје политичку организацију Српски покрет Двери. На Оснивачкој скупштини 27. јуна 2015. изабран је за председника овог покрета. Због лошег изборног резултата на изборима одржаним 17. децембра 2023. подноси оставку на место предсеника Двери

## Политичка каријера

### Парламентарни избори 2012.
На парламентарним изборима у Србији, одржаним 6. маја 2012, био је четврти кандидат на изборној листи Двери и носилац изборне листе Двери у Чачку. На парламентарним изборима, изборна листа Двери освојила је 4,33% гласова и није успела да пређе цензус од 5% неопходан за улазак у Народну скупштину. Представници Двери су након ових избора категорично тврдили да је изборна листа Двери прешла цензус, али да су им гласови покрадени и поводом овога организовали неколико протеста.
Двери су у Чачку прешле изборни цензус и освојиле 13,24% гласова. Њихови одборници су преузели своје мандате 12. јула 2012, а председник одборничке групе Двери у Скупштини града Чачка постао је Бошко Обрадовић.

### Парламентарни избори 2014.
На ванредним парламентарним изборима 2014., био је носилац изборне листе Двери. Ни овим изборима Двери нису успеле да пређу цензус за улазак у Народну скупштину (освојиле су 3,58% гласова)..

### Парламентарни избори 2016.
Обрадовић је 8. јануара 2015. са председницом ДСС-а Сандом Рашковић Ивић, Костом Чавошким и Ђорђем Вукадиновићем потписао Божићни проглас којим је наглашено да се формира опозициони блок против републичког и покрајинског режима и креће у борбу за ванредне изборе на свим нивоима. Ово је изазвало негодовање многих присталица и симпатизера у покрету али је упркос томе настављена сарадња са ДСС-ом. Убрзо је на Видовданском Сабору донета одлука да Двери прерасту у класичну политичку странку.
Убрзо је покренут Патриотски блок, који је наступио на ванредним парламентарним изборима Србији и покрајинским изборима у АП Војводини, који су одржани 24. априла 2016. На ванредним парламентарним изборима, ова коалиција успела је да пређе изборни цензус освојивши 5,04% гласова и тако добила своје представнике у Народној скупштини. Од укупно 13 посланичких места које су освојили, Дверима је припало 7, а ДСС-у 6. Покрет Двери је након ових избора по први пут постао парламентарни политички покрет. Након ових избора, Бошко Обрадовић постао је народни посланик и председник посланичке групе Двери у Скупштини Србије.
На покрајинским изборима у АП Војводини Патриотски блок освојио је 3,24% гласова, не успевши да пређе изборни цензус неопходан за улазак у покрајинску Скупштину.

### Председнички избори 2017.
Главни одбор Српског покрета Двери, саопштио је 3. септембра 2016. да ће Обрадовић бити кандидат овог покрета на изборима за председника Србије 2017. Након расписивања ових избора, Обрадовић је 10. марта Републичкој изборној комисији предао потписе за кандидатуру. На овим изборима који су одржани 2. априла Обрадовић је освојио 2,29% гласова.

### Парламентарни избори 2023.
Двери нису прешле цензус на изборима 2023. Обрадовић је поднео оставку на чело странке и најавио да ће се рефокусирати на локалну политику у Чачку.

## Лични живот
Ожењен је и отац је петоро деце. Подржава Црвену звезду. Љубитељ је крафт пива.

## Дела
1. Милош Црњански и нови национализам, Хришћанска мисао, Београд 2005.
2. Српски завет – српско национално питање данас, Српски сабор Двери, 2007. (друго издање: 2008; треће издање 2010. године)
3. Српска унија - Елементи националне стратегије за 21. век, Двери, Catena Mundi, Београд, 2012.
4. Српска десница - Позиција српске "књижевне деснице" у 30-им годинама XX века, Catena Mundi, Београд, 2015
5. Промена система, Београд, 2021[15]